# Przybyli ułani pod okienko

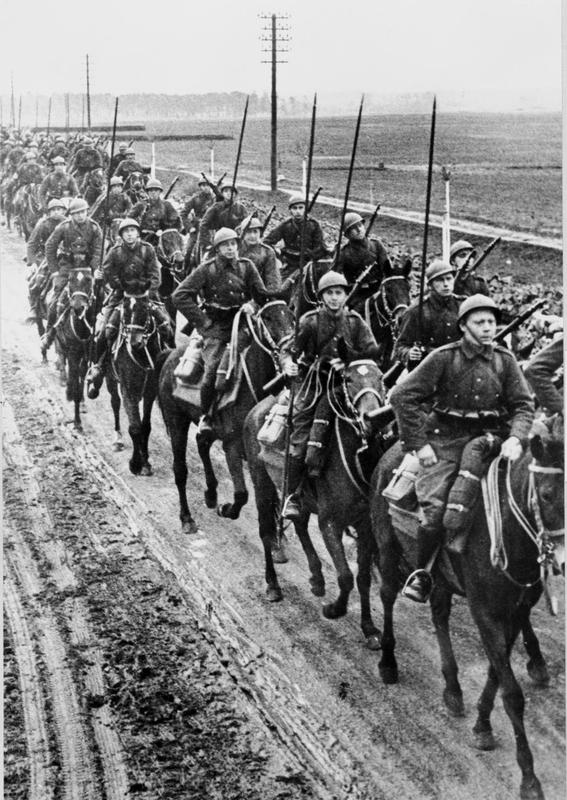
Des uhlans polonais.

Przybyli ułani pod okienko (« Les uhlans se sont pointés à la fenêtre ») est une chanson militaire polonaise écrite en 1914 par Feliks Gwiżdż, sur une mélodie folklorique. La chanson s'appelait initialement Pieśń Czwartego Szwadronu (« Chant du quatrième escadron »), d'où 'emploi du terme czwartacy (« Quatrièmes ») dans ses vers.

## La chanson
La chanson se caractérise par un caractère ludique et une mélodie joyeuse. Elle raconte l'histoire d'un groupe de uhlans qui demandent à une jeune fille d'abreuver leurs chevaux. Lorsqu'on leur demande le but de leur voyage, ils énumèrent les villes qu'ils devront traverser dans leur campagne. Dans le texte complet de 1914, la chanson mentionne Varsovie, Vilnius, Lviv, Kiev, Berlin, Hambourg, Dresde, le Tyrol, Poznań et Cracovie, et ses héros assurent qu'ils pendront Guillaume II Hohenzollern (empereur d'Allemagne), Paul von Hindenburg et August von Mackensen (commandants de l'armée allemande) et Charles Ier de Habsbourg (empereur d'Autriche). La chanson se termine par les uhlans exprimant leur espoir de voir la Pologne retrouver son indépendance.

## Histoire et interprétations
La chanson Przybyli ułani pod okienko a gagné en popularité après la guerre, dans l'entre-deux-guerres et dans les temps modernes. Actuellement connu dans une version abrégée, elle a notamment été incluse dans l'album pop Marysia biesiadna de Maryla Rodowicz. Przybyli ułani pod okienko est également le titre d'un film tragi-comique polonais réalisé par Sylwester Chęciński en 2005, dont l'action se déroule cependant à l'époque contemporaine.
La chanson a été interprétée par le groupe Mała Armia Janosika (pl) lors du « Concert de l'Indépendance » du 10 novembre 2018 au Stade national de Varsovie devant un public de 37 000 personnes.